# Maomé ibne Rumais
Maomé ibne Rumais (Muhammad ibn Rumahis) foi um oficial muçulmano do século X no Califado de Córdova do Alandalus. Era um liberto que foi nomeado pelo califa Abderramão III (r. 912–961) como almirante da frota califal centrada em Almeria, onde fixou sua residência, e governador da Cora de Baiana até sua morte em 971, quando foi substituído por seu filho Abderramão ibne Maomé ibne Rumais em ambos. A ele é creditada a fundação da cidade de Almeria em 955.

## Vida
Maomé nasceu algures no norte do Alandalus (Península Ibérica), onde foi feito cativo numa razia realizada pelo califa Abderramão III (r. 912–961). Ao conhecer suas habilidades marinheiras, o califa nomeou-o almirante da frota com a qual participou em diversas ações até sua morte em 971. A primeira delas ocorreu no ano 319 A.H. (931-932), quando partiu como voluntário com outros marinheiros de Pechina às costas do Magrebe com 120 navios, onde realizou operações contra o Califado Fatímida da Ifríquia e voltou a Almeria.  Em 939/940, foi nomeado pela primeira vez governador de Baiana (Pechina). Em 940, esteve nos dois navios de guerra com tripulação de Almeria que foram a Tortosa e dali organizaram ataque contra Barcelona com um total de 10 naves, chegando ao cabo de Açalibe (Creus?), no extremo do golfo de Ambaurias (Ampúrias?), e então Barcelona. Após cobrarem tributos, passaram por Tortosa antes de voltar para Córdova.
Pouco depois, seu filho Abderramão foi colocado como governador de Pechina e Almeria e em 20 de junho de 943, Maomé saiu de Almeria com 30 naves de guerra e seis galeras para uma campanha contra as costas da Frância (Ifrânia), onde um temporal as dispersou. Com nove embarcações restantes, saqueou algumas povoações como Alquitana (Agde, na desembocadura do Hérault) e voltou com butim. Atacou Massínia (Marselha?) e então regressou para Almeria. Após novamente colocar o filho como governador, reuniu uma esquadra de 15 navios, duas galeras e um barco explorador e incursionou em julho ou agosto e novamente em 25 de outubro de 945 contra os Banu Maomé (idríssidas) de Ceuta, no Magrebe Ocidental. Em 946, no contexto da revolta nucarita carijita Abu Iázide contra o poderia fatímida na Ifríquia, Maomé preparou-se para uma expedição naval na região, mas logo que soube que Abu Iázide precisou fugir perante o avanço fatímida, o almirante retornou ao Alandalus.

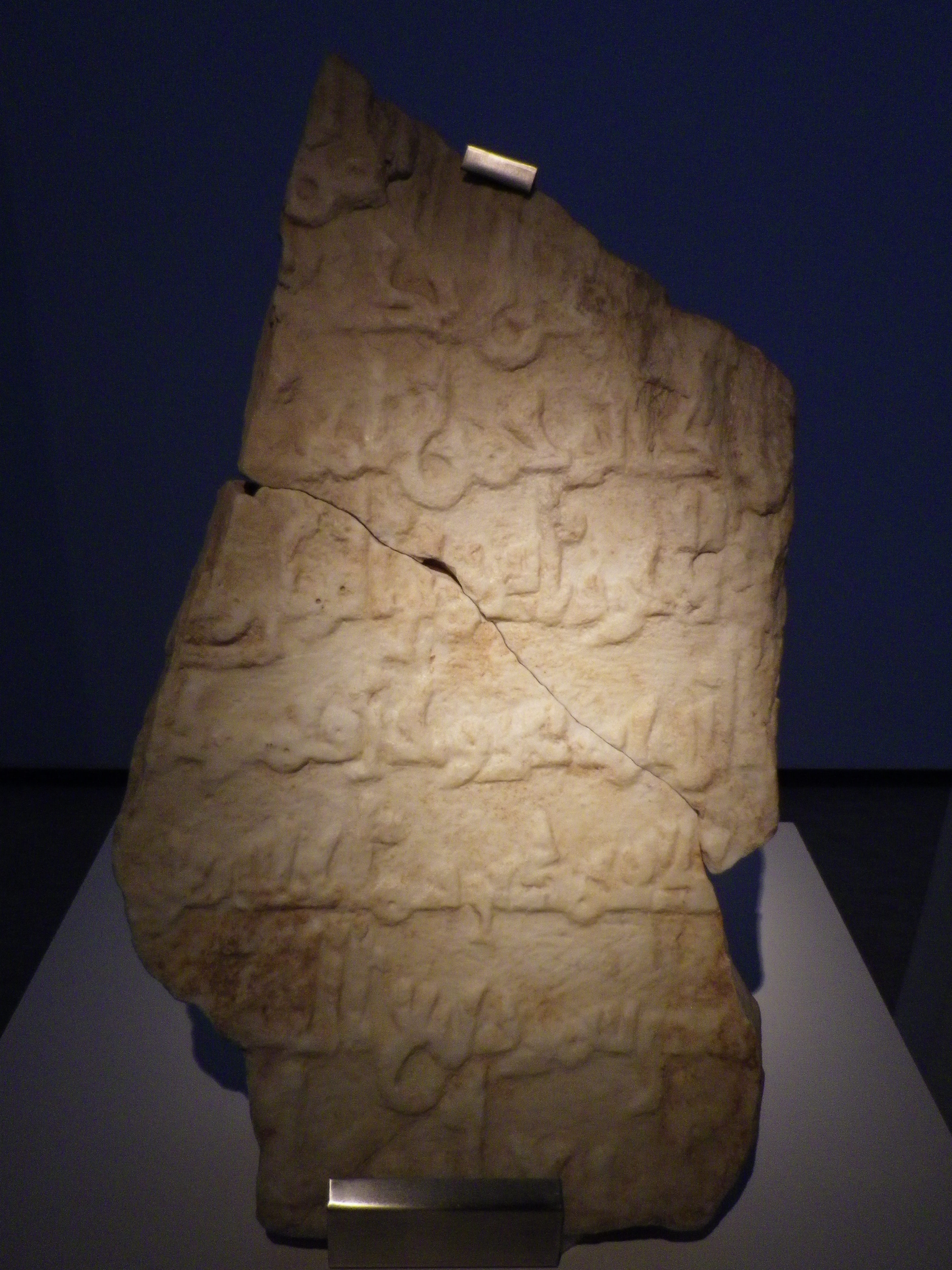
Pedra fundacional de Almeria

Segundo a tese do arabista Manuel Ocaña Jiménez, pode ser o homônimo citado na pedra fundacional de Almeria datada de 955 que alude ao califa Abderramão. A julgar por sua posição de almirante, as obras deviam estar ligadas ao porto, suas defesas e estaleiros.  Em 955-956, convenceu o califa a converter em cidade o porto de Almeria, que até então era apenas subúrbio de Pechina, após incursão da frota siciliano-fatímida e prepará-la como base naval. Além disso, seu nome árabe Almariate (al-Mariyat) pode aludir ao nome cristão Maria e estar ligado tanto a mulher favorita do califa como a Virgem Maria, cuja imagem Maomé colocou sobre a porta principal da cidade, a Porta da Imagem.
Em 960, segundo a tradição talmúdica preservada pelo historiador andalusino do século XII Abraão ibne Daúde, foi enviado com uma flotilha para as costas ao sul da Itália com a missão de capturar navios que estivesse velejando da península ao Império Bizantino. Certo dia, capturou um navio que partiu de Bari no qual havia 4 rabinos, coletivamente chamados Os Quatro Cativos, cuja identidade é parcialmente conhecida: três são citados pelo nome (Moisés, Semaria, Husiel), enquanto o quarto não é nomeado, mas talvez pode ser Natanael segundo a reconstituição de Heinrich Graetz. Segundo ibne Daúde, ao saber que tratava-se de rabinos, Maomé velejou junto a costa mediterrânica vendendo-os às comunidades judaicas no caminho: Semaria foi vendido em Alexandria e levado a Fostate (futura Cairo); Husiel foi vendido na costa da Ifríquia, talvez em Mádia, e levado a Cairuão; o suposto Natanael foi vendido na Frância, em Narbona (segundo a reconstituição de Graetz); e Moisés, seu filho e esposa foram vendidos em Córdova.
O califa faleceu em 961 e seu filho e sucessor Aláqueme II (r. 961–976) confirmou Maomé como almirante e governador de Pechina e Almeria. Em 966, uma frota de viquingues danos com 20 navios atacou Lisboa e foi derrotada pela frota de Maomé que havia saído de Sevilha na desembocadura do rio de Silves (Xilbe). Com sua morte em 971, Maomé foi sucedido em suas funções por seu filho Abderramão.